# 滕振寰
滕振寰（1937年5月—2018年11月30日），男，北京人，中国数学家，曾任北京大学数学系教授、博士生导师，中国工业与应用数学学会常务理事。